# Portulaca oleracea subsp. granulatostellulata
Portulaca oleracea subsp. granulatostellulata é uma subespécie de planta com flor pertencente à família Portulacaeae. 
A autoridade científica da subespécie é (Poelln.) Danin & H.G.Baker, tendo sido publicada em Israel Journal of Botany 27(3–4): 189–194, f. 1, 11–14, 16–17. 1978 (1979).
Os seus nomes comuns são baldroaga, beldroega ou bredo-fêmea.

## Portugal
Trata-se de uma subespécie presente no território português, nomeadamente em Portugal Continental.
Em termos de naturalidade é nativa da região atrás indicada.

## Protecção
Não se encontra protegida por legislação portuguesa ou da Comunidade Europeia.